# Емануел Погатец
Емануел Погатец (на немски: Emanuel Pogatetz) е роден на 16 януари 1983 г. в Грац, Австрия. Той е австрийски футболист и играе за националния отбор на страната и немския Хановер 96.

## Успехи
- 2х Носител на купата на Австрия
- 1х шампион на Австрия